# Rodey (Nuevo México)
Rodey es un lugar designado por el censo ubicado en el condado de Doña Ana en el estado estadounidense de Nuevo México. En el Censo de 2010 tenía una población de 388 habitantes y una densidad poblacional de 265,62 personas por km².

## Geografía
Rodey se encuentra ubicado en las coordenadas 32°39′14″N 107°8′9″O / 32.65389, -107.13583. Según la Oficina del Censo de los Estados Unidos, Rodey tiene una superficie total de 1.46 km², de la cual 1.46 km² corresponden a tierra firme y (0%) 0 km² es agua.

## Demografía
Según el censo de 2010, había 388 personas residiendo en Rodey. La densidad de población era de 265,62 hab./km². De los 388 habitantes, Rodey estaba compuesto por el 75.26% blancos, el 0.26% eran afroamericanos, el 0.26% eran amerindios, el 0% eran asiáticos, el 0% eran isleños del Pacífico, el 19.07% eran de otras razas y el 5.15% pertenecían a dos o más razas. Del total de la población el 95.62% eran hispanos o latinos de cualquier raza.